# Lonchopria
Lonchopria is een geslacht van vliesvleugelige insecten uit de familie Colletidae.

## Soorten
- L. aenea (Friese, 1906)
- L. alopex Cockerell, 1917
- L. annectens Michener, 1989
- L. cingulata Moure, 1956
- L. chalybaea (Friese, 1906)
- L. deceptrix (Moure, 1949)
- L. inca Cockerell, 1914
- L. longicornis Michener, 1989
- L. luteipes (Friese, 1916)
- L. nivosa Vachal, 1909
- L. porteri Ruiz, 1937
- L. robertsi Michener, 1989
- L. rufitorax Ruiz, 1944
- L. similis (Friese, 1906)
- L. thoracica (Friese, 1906)
- L. zonalis (Reed, 1892)